# 187707 Nandaxianlin
187707 Nandaxianlin è un asteroide della fascia principale. Scoperto nel 2008, presenta un'orbita caratterizzata da un semiasse maggiore pari a 2,3559050 UA e da un'eccentricità di 0,1552417, inclinata di 7,60905° rispetto all'eclittica.